# Fördraget i Addis Abeba
Fördraget i Addis Abeba skrevs på i oktober 1896, upphävde fördraget i Wuchale och avslutade formellt Första italiensk-abessinska kriget till Etiopiens fördel. Fördraget innebar att Italien erkände Etiopien som självständig stat och dess gränser mot Italienska Eritrea. Fördraget var klart flera månader efter slaget vid Adowa i mars samma år, som slutade med övertygande seger för de etiopiska styrkorna under Menelek II.

### Fotnoter
1. ↑  ”First Italo-Abyssinian War 1895-1896”. onwar.com. 16 december 2000. Arkiverad från originalet den 21 mars 2006. https://web.archive.org/web/20060321235309/http://www.onwar.com/aced/data/india/italyethiopia1895.htm. Läst 3 juli 2006.